# Kriegerdenkmal Hundisburg (Erster Weltkrieg)

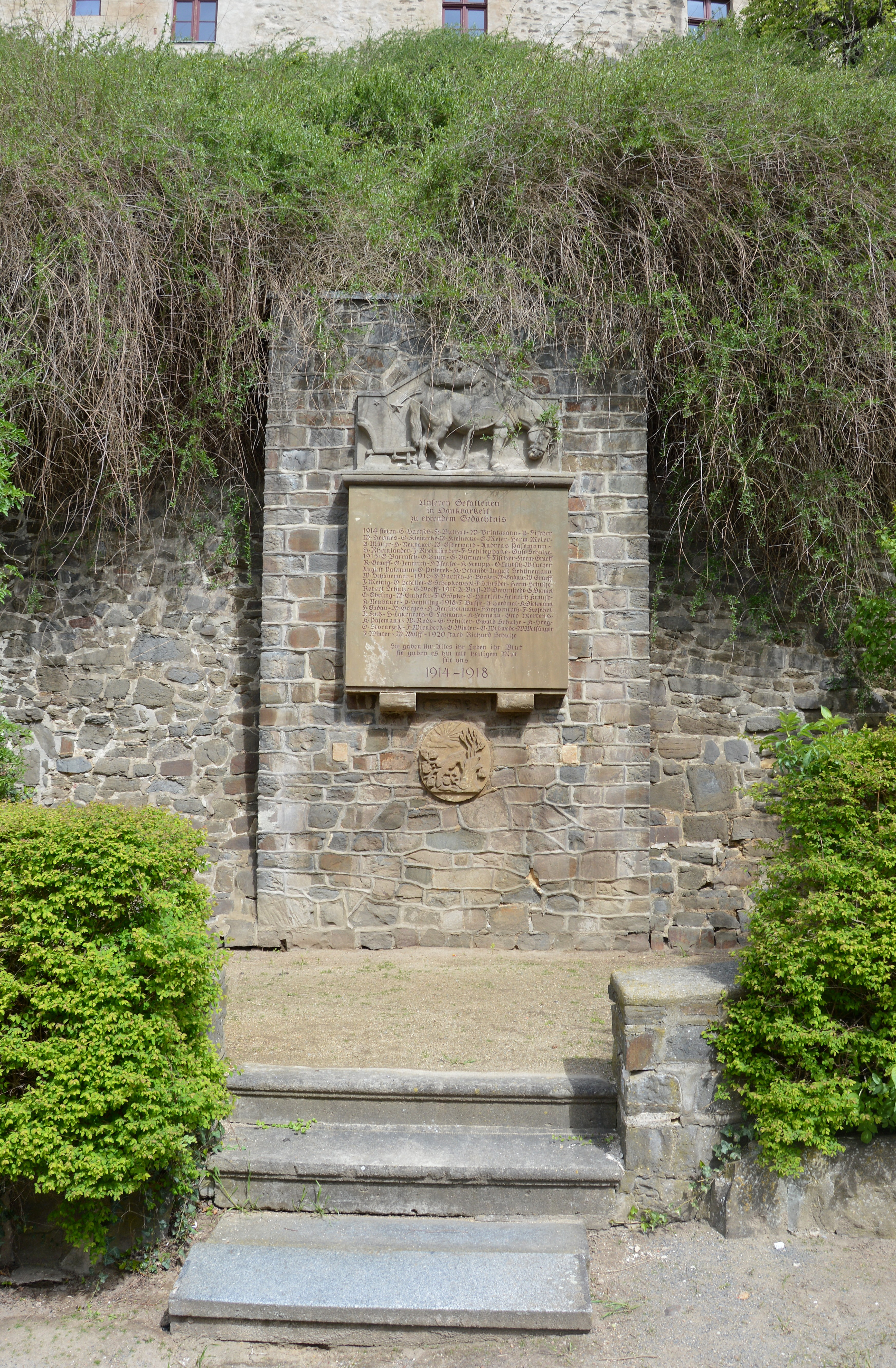
Kriegerdenkmal Hundisburg

Das Kriegerdenkmal ist ein denkmalgeschütztes Kriegerdenkmal im Ortsteil Hundisburg der Stadt Haldensleben in Sachsen-Anhalt.

## Lage
Es befindet sich auf der Nordseite der Magdeburger Straße unmittelbar südlich am Fuße des Schlosses Hundisburg. Direkt gegenüber mündet die Pastorgasse auf die Magdeburger Straße.

## Architektur und Geschichte
Das Denkmal wurde 1926 vom Berliner Bildhauer Hermann Hosäus für die Gefallenen des Ersten Weltkriegs in Formen des Expressionismus erstellt. Es ist, ungewöhnlich für solche Denkmäler, in die Stützmauer des Schlosses integriert. Das Kriegerdenkmal besteht aus einer gemauerten Wand, in die Konsolen eingefügt sind, auf denen die eigentliche Gedenktafel mit den Namen der gefallenen Hundisburger ruht. Die Tafel wird von einem Giebel in Form eines Tympanons bekrönt. Im Dreieck des Giebels befindet sich ein als Pferd mit Pflug gestaltetes Relief. Unter der Tafel ist in einem Oval eine stilisierte Landschaft dargestellt.
Zur Straße hin ist das Denkmal durch eine in Form eines Halbkreises gebaute steinerne Bank abgegrenzt.
Im örtlichen Denkmalverzeichnis ist das Kriegerdenkmal unter der Erfassungsnummer 094 50035 als Baudenkmal eingetragen.

## Inschrift
Die Inschrift lautet:

Unseren Gefallenen

in Dankbarkeit

zu ehrendem Gedächtnis

1914 fielen. E.Bartsch ~ H.Buthut ~ W.Brinkmann ~ V.Fischer

W.Hermes ~ O.Kleinecke ~ W.Kleinecke ~ G.Meier ~ Herm.Meier ~

A.Müller ~ H.Neubauer ~ W.Osterwald ~ Andreas Pasemann ~

H.Rheinländer ~ J.Rheinländer ~ F.Schliephake ~ Gust. Schulze ~

1915: G.Barrasch ~ O.Baum ~ E.Büttner ~ F.Fischer ~ Herm.Graeff

R.Graeff ~ O.Jennrich ~ F.Isensee ~ K.Knupp ~ O.Laubsch ~ W.Luther

August Pasemann ~ O.Pyterek ~ K.Schmidt ~ August Schünemann

W.Schünemann ~ 1916: F.Bartsch ~ H.Böcker ~ W.Gadau ~ W.Graeff

J.Meinig ~ O.Schiller ~ O.Schipkowski ~ F.Schröder ~ Herm.Schulze ~

Robert Schulze ~ E.Wolff ~ 1917: A.Brest ~ W.Drevenstedt ~ E.Dunkel

G.Ebeling ~ W.Emhofer ~ F.Gröpke ~ E.Hartleib ~ Heinrich Krause ~

K.Neubauer ~ P.Schilling ~ 1918: F.Busse ~ A.Cardinal ~ K.Dietzmann

H.Gadau ~ W.Görges ~ H.Henschelmann ~ F.Hoppenrath ~ F.Koschel

A.Kutz ~ H.Lauenroth ~ G.Lehmann ~ K.Lehmann ~ Otto Mertens ~

K.Pasemann ~ W.Rode ~ G.Schiller ~ Ewald Schulze ~ K.Steg ~

O.Storaczek ~ F.Wienbeck ~ O.Winter ~ O.Wißwede ~ W.Wolfänger

F.Winter ~ W.Wolff ~ 1920 starb Richard Schulze

Sie gaben ihr Alles ihr Leben ihr Blut

sie gaben es hin mit heiligem Mut

für uns

1914~1918